# کوئینزلند جنوب شرق
کوئینزلند جنوب شرق (به انگلیسی: South East Queensland) ناحیه ایالتی است واقع در ایالت کوئینزلند در استرالیا که در حدود دو سوم جمعیت این ایالت را در خود جای داده است. این ناحیه شامل ۱۰ منطقه محلی است که جمعیتی در حدود ۲.۷۷۰.۵۱۰ نفر دارد. این ناحیه از شمال با ناحیه گلد کست و از جنوب با ایالت ولز جنوبی نو هم مرز است.
با توجه به تخمینی که از جمعیت این ناحیه زده شده است به نظر می رسد از هر ۸ استرالیایی یک نفر در این ناحیه زندگی می کند. این جمعیت فراوان به صورت متمرکز در نزدیکی ساحل زندگی می کنند.